# Pjevanje
Pjevanje je naziv za poseban način uporabe ljudskoga glasa u glazbi: prilikom pjevanja, zvuk se proizvodi glasnicama. Gotovo svatko tko može govoriti može i pjevati, jer pjevanje je u mnogim aspektima samo jedan oblik kontinuirana govora. U pjevanju je vrlo važna tehnika disanja. Pjevači svoj glas i tijelo moraju vježbati skoro kao i sportaši jer glas, zapravo, proizvodi sićušan organ s mišićima. Vokalnu glazbu pjevači mogu izvoditi a capella (bez pratnje) ili uz pratnju glazbenika instrumentalista. Može se pjevati solo, u manjim vokalnim sastavima ili u pjevačkom zboru.
Tehnika pjevanja uvelike ovisi o vrsti glazbe koju se izvodi. Pjevanje na visokim amaterskim ili profesionalnim razinama obično zahtijeva određenu količinu urođenoga talenta i stručnoga obrazovanja. Najzahtjevnija je tehnika pjevanja opernih pjevača: njihovo umijeće zahtijeva dugogodišnje obrazovanje, a tehnika disanja im je slična tehnici disanja kod svirača puhačkih glazbala. Važan je stalni pritisak zraka pomoću dijafragme te jednoliko i snažno propuštanje zraka kroz glasnice. Pritom snaga pritiska zraka nije manja ako pjevač pjeva piano]a, tj. tiho, nego pritisak treba biti jednako moćan, a samo količina zraka treba biti manja, rjeđa. Pjevanje zabavne glazbe u pravilu ne zahtijeva neko posebno obrazovanje, već se njeguje karakter i izražajnost prirodnoga, odnosno govornoga glasa. No bez obzira na tehniku, za pjevače je vrlo važno da imaju dobar sluh. Stručno obrazovani pjevači obično izgrade karijeru u nekom specifičnom glazbenom žanru, a mnogi od njih tijekom karijere ili nakon nje postaju učitelji pjevanja.

## Ljudski glas i pjevanje
U svom fizičkom aspektu, pjevanje ima dobro definiran način da ovisi o uporabi pluća, koja djeluju na način da ždrijelo opskrbljuju zrakom. Zrakom iz pluća dobiva se pisak i vibracija tona, koji imaju funkciju pojačala kao što su cijevi u puhačkim instrumentima, a jezik zajedno s nepcem, zubima i usnama artikulira konstantni vokal na pojačani zvuk. Iako ova četiri ljudska mehanizma funkcioniraju samostalno, oni se ipak koordiniraju u osnivanju vokalne tehnike i načina za interakciju jedan na drugome. Za vrijeme pasivnog disanja zrak se udiše pomoću dijafragme, a izdisanje se događa bez napora. Inhalacija je potpomognuta korištenjem vanjskih međurebrenih mišića, nakrivnih mišića te vratnih mišića. Visina tona mijenja se s glasnim žilama. Artikuliranje sa zatvorenim ustima zove se pjevušenje ili zujanje.
Glas svakog pojedinca razlikuje se i prilikom izvedbe pjevanja. Njegov je ton jedinstven i to ne samo zbog stvarne veličine pojedinca nego i zbog glasnih žila na koje utječe veličina i oblik te osobe. Čovjek ima sposobnost vokalnoga zavijanja, koje može opustiti, zategnuti ili promijeniti njegovu čvrstoću i gustoću, a dah tada može biti prenesen na različite pritiske. Izgled prsa, vratnih mišića, položaj jezika i zatvorenost inače nepovezanih mišića može biti promjenjiv. Bilo koja izmjena tih dijelova tijela rezultira promjenom u glasnoći, boji ili tonu proizvedenoga zvuka. Zvuk je također rezonantan u različitim dijelovima tijela pa veličine i struktura kostiju može utjecati na zvuk koji proizvodi pojedinac.
Pjevač također može izvoditi zvuk tako da bude rezonantniji unutar njegova vokalnoga prostora. To je poznato i kao vokalna rezonancija. Još jedan veliki utjecaj na izvedbu vokalnoga zvuka i njegovu izradu ima funkcija grkljana, kojim ljudi mogu manipulirati na razne načine i time proizvesti različite zvukove. Te razne funkcije ždrijela opisane su kao različiti vokalni registri. Primarna metoda u pjevanju jest korištenje vokalnog formanta koji na spektrogramu prikazuje akustičnu rezonanciju za najosjetljivije dijelove uha.

### Vokalni registar
Vokalni registar odnosi se na sustav vokalnih registara unutar ljudskoga glasa. Registar ljudskoga glasa određeni je niz tonova koji se proizvode prilikom vibriranja vokalnog uzorka, a posjeduje iste kvalitete. Registri nastaju od funkcije ždrijela. Oni se pojavljuju jer se vokalni uzorci mogu pojaviti u nekoliko različitih vibracijskih oscilacija. Svaki od tih vibracijskih uzoraka pojavljuje se unutar određenog raspona i proizvodi određene karakteristične zvukove. Izraz 'registar' može zvučati pomalo zbunjujuće jer obuhvaća nekoliko aspekata ljudskoga glasa. Pojam 'registar' rabi se za bilo koji od sljedećih odnosa:
- određeni dio i vokalni raspon, kao što su gornji, srednji ili niži registri,
- prostor rezonancije, kao što su duboki glas ili glavni glas,
- fonatorni (artikulacijski) proces,
- neke vokalne boje,
- prostor glasa koji je definiran ili razgraničen od vokalnog prijeloma,
- podskup jezika koji se koristi za određenu namjenu ili u određenom društvenom okruženju.

U lingvistici registar jezika jest jezik koji objedinjuje fonaciju tona i vokala u jedan fonološki sustav.
Unutar logopedije pojam vokalni registar ima tri konstitutivna elementa: određeni vibracijski uzorak, određeni niz visinskog raspona i neki tip zvuka. Logopedni govor identificira četiri vokalna registra, a temelji se na fiziologiji i funkciji ždrijela: slobodni vokalni registar, obavezan registar, falseto registar i puhački (zvižduk) registar. Ovaj prikaz usvojili su mnogi vokalni pedagozi.

### Vokalna rezonancija
Vokalna rezonancija je proces koji je osnovni proizvod fonacije da poboljša boju ili intenzitet zraka koji ispunjava šupljinu kroz koju prolazi na putu prema van. Različiti uvjeti koji se odnose na proces rezonancije uključuju pojačanje, obogaćivanje, proširenje, poboljšanje, intenziviranja i produženje, iako bi po strogo znanstvenim pravilima njihova akustična upotreba bila upitna. Glavna svrha ovoga jest izvući iz pjevača ili govornika krajnji rezultat rezonancije kako bi se dobio što bolji zvuk.
Postoji sedam područja koji bi mogli biti navedeni kao moguća vokalna rezonancija. Slijedom po tijelu od najnižih prema najvišim ta područja jesu; pluća, dušnik, grkljan, ždrijelo, usna šupljina, nosna šupljina i sinusi.

### Duboki glas i glavni glas
Pojmovi duboki glas i glavni glas rabe se unutar vokalne glazbe. Korištenje ovih termina varira unutar vokalno-pedagoških krugova i trenutačno mišljenja vokalnih glazbenih profesionalaca o tim terminima nisu usklađena. Dubok glas može se koristiti u odnosu na sljedeće:
- određeni dio vokalnog raspona ili vrste raspona vokalnog registra,
- rezonanciju vokalnog prostora,
- specifičnu vokalna boja.[7]

Glavni glas može se koristiti u odnosu na sljedeće:
- određeni dio vokalnog raspona ili vrste raspona vokalnog registra,
- rezonanciju vokalnog prostora.[7]

### Povijest i razvoj
Ljudski glas je najstarije glazbalo. Naši preci su vlastitim glasom pronalazili načine izražavanja, da bi tek kasnije otkrili druge izvore zvuka. Vokalna glazba postoji koliko i povijest čovječanstva. Sumerani su pjevali u svojim hramovima prije 5000 godina. Na zapadu tradicija pjevanja razvila se iz srednjovjekovnog cantus planusa (vrsta gregorijanskih melodija), preko opere u 17. stoljeću, pa do današnjih raznolikih glazbenih stilova. Prvo zabilježeno spominjanje pojmova dubokog glasa i glavnog glasa bilo je oko 13. stoljeća, kada se počelo razlikovati "grleni glas" (pectoris, guttoris, capitis - u ovom trenutku se vjeruje da je glavni glas naveden u falseto registru), a to su zabilježili pisci Jean de Garlande i Hieronymus de Moravia. Izraz je kasnije usvojen u okvirima Bel canta (metode talijanskog opernog pjevanja), gdje je duboki glas identificiran kao najniži, a glavni glas kao najviši u tri vokalna registra: pluća, prolazak kroz šupljinu i glavni registar. Ovaj pristup i danas podržavaju neki vokalni pedagozi. Trenutačno drugi popularni pristup koji se temelji na Bel canto modelu, je podjela na muške i ženske glasove u tri registra. Muški glasovi podijeljeni su u "plućni registar", "glavni registar", i "falseto registar", a ženski glasovi u "plućni registar", "srednji registar" i "glavni registar". Učitelji pjevanja ukazuju da se glavni registar u pjevanju koristi rezonancijom i osjećajem iz glave.
Međutim, kako se znanje o ljudskoj psihologiji povećalo tijekom posljednjih dvjesto godina, došlo je do boljeg razumijevanja fizičkog procesa pjevanja i vokalne produkcije. Kao rezultat toga, mnogi vokalni pedagozi, kao što su Ralph Appelman sa Sveučilišta Indiana i William Vennard sa Sveučilišta Južne Kalifornije, nanovo su definirali ili čak izbacili termine duboki glas i glavni glas. Konkretno, korištenje termina plućnog registra i glavnog registra postaje kontroverzno, jer danas više nije uobičajeno vidjeti vokalne registre kao proizvod koji dolazi iz grkljana, a da nema veze s prsima, plućima i glavom. Iz tog razloga, mnogi vokalni pedagozi smatraju da treba govoriti o vokalnom registru kao proizvodu prsa i glave. Oni dodaju da je vibracija koja se osjeća u tim područjima, pojava rezonancije i trebala bi biti opisana uz termin vokalne rezonancije, a ne uz registar. Ti pedagozi radije upotrebljavaju termine duboki glas i glavni glas nego termin registar. U tom pogledu smatra se da je problem kojeg ljudi identificiraju s registrom, ustvari problem kod prilagodbe rezonancije. Ovo je također stajalište jednako rezultatima studija vokalnog registra s drugih akamedmskih područja koja uključuju: logopediju, fonetiku i lingvistiku. Iako su obje metode još uvijek u uporabi, aktualna vokalna pedagoška praksa, sklona je više novijim znanstvenim pogledima, dok neke druge škole uzimaju u obzir oba gledišta.
Suvremeno korištenje pojma duboki glas, često se odnosi na određenu vrstu vokalne boje i njenog tona. U klasičnom pjevanju, njegova je uporaba ograničena isključivo na donji dio obaveznog registra ili normalnog glasa. Unutar drugih oblika pjevanja, dubok glas se često primjenjuje tijekom modalnog registra. Plućima se može proizvesti niz prekrasnih zvukova koje pjevači interpretiraju iz svoje palete. Međutim, pretjerano korištenje jakog dubokog glasa u višim registrima i pokušaja da se dobije što viši ton, u plućima može dovesti do forsiranja, a ono opet može dovesti do vokalnog pogoršanja.

### Klasifikacija pjevačkih glasova
U europskoj klasičnoj glazbi i operi, glasovi se tretiraju kao glazbala. Skladatelji koji pišu vokalnu glazbu moraju razumjeti sposobnosti, talente i vokalna svojstva pjevača. Klasifikacija glasova, je proces kojim se vrednuje ljudsko pjevanje i time se određuje vrsta glasa. Te značajke uključuju, ali nisu ograničene na: vokalni raspon, vokalnu težinu, vokalnu teksturu, vokalnu boju i vokalnu točku izmjena kao što su stanke i podizanje glasa u pjevanju. Ostala razmatranja su fizičkog karaktera, razina govora, znanstvena ispitivanja i vokalna registracija. U znanosti klasifikacija glasa razvijena je unutar europske klasične glazbe, te se sporo prilagođava modernijim oblicima pjevanja. Klasifikacija glasa često se koristi unutar okvira opere, gdje se moguće uloge dodjeljuju potencijalnim glasovima. Trenutačno se u okvirima klasične glazbe upotrebljava nekoliko različitih sustava, a oni uključuju: njemački Fach (glasovni fah) sustav i glazbeni zborski sustav među mnogim drugima. Ovaj sustav je univerzalno primljen i prihvaćen.
Međutim, većina sustava u klasičnoj glazbi, priznaje sedam glavnih različitih kategorija glasa. Žene su obično podijeljene u tri skupine: sopran, mezzosopran i alt. Muškarci su obično podijeljeni u četiri skupine: kontratenor, tenor, bariton (glas) i bas. Kod djece prije puberteta prihvatljiv je samo termin soprana. Unutar svake od ovih glavnih kategorija ima nekoliko potkategorija koje identificiraju specifične vokalne kvalitete, od vokalne težine do različitih glasova.
Treba napomenuti da se u okviru zborske glazbe pjevački glasovi dijele isključivo na osnovu vokalnog raspona. Glazbeni zbor najčešće se dijeli na visoke i niske glasove unutar svakog spola. Kao rezultat toga, tipična situacija u glazbenom zboru dopušta mogućnost događanja mnogih pogrešaka. Budući da većina ljudi ima srednji glas, treba im dodijeliti mjesto koje za njih neće biti previsoko ili prenisko, mezzosopran mora pjevati sopran ili alt, a bariton mora pjevati tenor ili bas. Greška u dodijeljenom vokalnom mjestu vmože predstavljati problem kod pjevača, ali za većinu izvođača manje je opasno prenisko nego previsoko pjevanje.
Unutar suvremenih glazbenih oblika (ponekad se nazivaju komercijalnom suvremenom glazbom), pjevači se razvrstavaju po stilu glazbe kojeg izvode, kao što su jazz, pop, blues, soul, country, folk, rock i drugi stilovi. Trenutačno nema autoritativnog sustava klasifikacije pjevačkih glasova u okvirima neklasične glazbe. Bilo je pokušaja da se klasični glas usvoji za druge oblike pjevanja, međutim takvi su pokušaji dočekivani uz kontroverze. Kod suvremenih glazbenika, koriste se različite vokalne tehnike, a upotrebom mikrofona nisu prisiljeni da se uklapaju u određenu vokalnu ulogu, gdje primjene termina kao sopran, tenor, bariton, i drugi, mogu biti varljive ili čak i netočne.

## Vokalna pedagogija
Vokalna pedagogija je proučavanje podučavanja pjevanja. Umjetnost i znanost vokalne pedagogije imaju dugu povijest koja počinje od antičke Grčke i dalje se razvija i mijenja sve do danas. Profesije koje se bave znanošću i umjetnošću vokalne pedagogije uključuju vokalne trenere, zborovođe, nastavnike vokalne glazbe, operne dirigente i druge učitelje pjevanja. Tipična područja proučavanja uključuju:
- ljudsku anatomiju i fiziologiju koje se povezuju s fizikalni procesom pjevanja,
- disanje i upotrebu zraka priliko pjevanja,
- fonaciju,
- vokalnu rezonanciju i vokalnu projekciju,
- stil izražavanja i artikulaciju,
- vokalni registar,
- sostenuto i legato u pjevanju,
- ostale elemente pjevanja, kao što su domet raspona, kvaliteta tona, vibracija, koloratura,
- vokalno zdravlje i poremećaje glasa vezane uz pjevanje,
- vokalni stil, kao što je učenje pjevanja opere, glasno pjevanje i umjetnička skladba,
- fonetiku,
- vokalnu klasifikaciju.

Svi ovi različiti koncepti dio su razvoja odgovarajuće vokalne tehnike.

### Vokalna tehnika
Pjevački gledano, kada se završi s integracijom pravilne vokalne tehnike i počne se učinkovito djelovati, slijedi koordiniranje fizikalnih procesa pjevanja. Četiri su fizička procesa uključena u proizvodnju vokalnog zvuka: disanje, fonacija, rezonancija i artikulacija. Ti se procesi događaju sljedećim redom:
1. Udah
2. Zvuk se pokreće u grkljanu
3. Vokalni rezonatori primaju zvuk i utječu na njega
4. Artikulatori oblikuju zvuk u prepoznatljive jedinice

Iako se ova četiri procesa tijekom proučavanja često promatraju odvojeno, u praksi se stapaju u jednu koordiniranu funkciju. Efektan pjevač ili govornik rijetko kad razmišlja o ovim procesima zato što su njegov um i tijelo tako koordinirani da osoba primjećuje samo konačnu jedinstvenu funkciju. Međutim, mnogi problemi proizlaze iz nedostatka koordinacije unutar tog procesa.
Budući da je pjevanje koordinirani čin, teško je raspravljati o svakom od pojedinačnih tehničkih područja i procesa, a bez njihovih odnosa s drugim. Na primjer, fonacija dolazi do izražaja samo kada je povezana s disanjem; artikulatori utječu na rezonanciju; rezonatori utječu na glasnice; glasnice utječu na kontrolu disanja, i tako dalje. Vokalni su problemi često rezultat neispravnosti jednog dijela tog koordiniranog procesa, prilikom čega se nastavnici često usredotočuju na jedno područje procesa svojih učenika, sve dok ne riješe problem. Međutim, neka područja umjetnosti pjevanja u tolikoj su mjeri rezultat koordiniranih funkcija da je teško o njima raspravljati na temelju tradicionalne fonacije, rezonancije, artikulacije ili disanja.
Nakon što je učenik postao svjestan svog vokalnog fizičkog procesa kojeg čini pjevanje i načina na koji procesi funkcioniraju, dobiva zadatak da ih pokuša koordinirati. Neizbježno je da se učenici i nastavnici uključe u jedno tehničko područje više nego u ostala. Različiti procesi mogu napredovati različitim brzinama, što rezultira neravnotežom ili nedostatkom koordinacije. Područja vokalne tehnike koja najviše ovise o sposobnosti učenika da koordinira različite funkcije su:
1. Produljenje vokalnog raspona do svog maksimalnog potencijala
2. Razvoj dosljedne vokalne produkcije i tonske kvalitete
3. Razvijanje fleksibilnosti i agilnosti
4. Postizanje uravnoteženja vibracije

### Razvoj pjevačkog glasa
Pjevanje nije prirodni proces, ali je vještina koja zahtijeva visoko razvijen mišićni refleks. Pjevanje ne zahtijeva veliku snagu mišića, ali zato zahtijeva visok stupanj koordinacije među njima. Pojedinci mogu razvijati svoje glasovne mogućnosti kroz oprezni i sustavni rad, kao i kroz skladbe i vokalne vježbe. Vokalni učitelji svoje učenike upućuje da glas koriste na inteligentan način. Pjevači bi trebali stalno razmišljam o vrsti zvuka kojeg izvode i osjećati ga prilikom pjevanja.

#### Vježbanje pjevačkog glasa
Postoji nekoliko svrha vokalnog vježbanja, uključujući:
- Zagrijavanje glasa
- Produljenje vokalnog raspona
- 'Gornja linija', glas vodoravno i okomito
- Korištenje vokalnih tehnika kao što su povezivanje, stakato, kontrola dinamike, brza figuratitivnost, pjevanje u širokim intervalima, trills pjevanje, pjevanje melisma i ispravljanje vokalnih grešaka.

#### Produljenje vokalnog raspona
Važan cilj u razvoju vokalne tehnike je naučiti pjevati do prirodnih granica vokalnog raspona, bez nekih očitih ili ometajućih promjena u kvaliteti ili tehnici. Vokalni pedagozi pjevače uče da ovaj cilj mogu postići kada svladaju koordiniranje svih fizičkih procesa koji su uključeni u pjevanje (kao što su akcije ždrijela, održavanje daha, prilagodba rezonancije i izvedba artikulacije). Većina vokalnih pedagoga vjeruje u koordinaciju ovih procesa uspostavljanjem dobrih vokalnih navika i ugodnog pjevanja, nakon čega dolazi polagano proširenje raspona.
Postoje tri faktora koja značajno utječu na sposobnost višeg ili nižeg pjevanja:
1. Energetski faktor - u ovom korištenju, riječ "energija" ima nekoliko konotacija. Odnosi se na ukupan odziv tijela na proizvodnju zvuka. To se odnosi na dinamičnu vezu mišića koji služe za udisanje i mišića koji služe za izdisanje, poznatu kao potpora dišnog mehanizma. Također se odnosi na količinu isporučenog zraka i pritiska na glasnice i njihovu otpornost na taj pritisak, a odnosi se na dinamičnu razinu zvuka.
2. Prostorni faktor - "Prostor" se odnosi na količinu prostora stvorenu kretanjem usana i pozicijom nepca i grkljana. Općenito govoreći, pjevač usta treba otvoriti šire što više pjeva. Unutarnji prostor ili položaj nepca i grkljana mogu se proširiti opuštanjem grla. Vokalni pedagozi često opisuju taj osjećaj kao "početak zijevanja".
3. Dubinski faktor - u ovom korištenju, riječ "dubina" ima dvije konotacije. Odnosi se na stvarni fizički dojam dubine u tijelu i u vokalnom mehanizmu, i odnosi se na mentalni koncept dubine koji se povezuje s kvalitetom tona.

McKinney kaže: "Ta tri faktora mogu se izraziti u tri osnovna pravila: (1.) Što pjevač više pjeva, treba koristiti više energije; što pjevač niže pjeva, treba koristiti manje energije. (2.) Što pjevač više pjeva, treba koristiti više prostora; što pjevač niže pjeva, treba koristiti manje prostora. (3.) Što pjevač više pjeva, treba koristiti više dubine; što pjevač niže pjeva, treba koristiti manje dubine.

#### Stav tijela
Proces pjevanja najbolje funkcionira kada se tijelo fizički nalazi u određenom položaju. Na sposobnost slobodnog kretanja zraka u tijelo i iz tijela te na dobivanje potrebne količine zraka mogu ozbiljno utjecati položaji različitih dijelova dišnog mehanizma. Ako se tijelo nalazi u pognutom položaju, ograničit će se kapacitet pluća, a napeti trbušni zid onemogućit će putovanje zraka naniže od dijafragme. Dobro držanje tijela omogućava dišnom mehanizmu da efikasno ispuni svoju osnovnu funkciju bez nepotrebnog trošenja energije. Dobro držanje također olakšava iniciranje fonacije i podešavanje pravilnog poravnavanja rezonancije, kao i sprečavanje nepotrebne napetosti u tijelu. Vokalni pedagozi također navode da zauzimanjem dobrog stava kod učenika javlja veća doza samopouzdanja i staloženosti prilikom izvedbe. Publici također više odgovaraju pjevači s dobrim držanjem. Dobro držanje koje je prešlo u naviku na kraju poboljšava cjelokupno tjelesno zdravlje zato što omogućava bolju cirkulaciju krvi i sprečavanje umora i stresa.

#### Disanje i njegova podrška
Prirodno disanje ima tri faze: razdoblje udisaja, razdoblje izdisaja te razdoblje odmaranja ili oporavka; tim se fazama obično ne upravlja svjesno. Kod pjevanja postoje četiri faze disanja:
1. razdoblje udisaja (inhalacija)
2. razdoblje postavljanja kontrole (suspenzija)
3. razdoblje kontroliranog izdisaja (fonacija)
4. razdoblje oporavka

Ove faze moraju biti pod svjesnom kontrolom pjevača dok ne postanu uvjetovani refleksi. Mnogi izvođači koji nemaju kontrolu nad ovim fazama kasnije imaju kronične vokalne probleme.

#### Vibracija
Vibracije su tehnika koju koriste pjevači (i mnogi instrumentalisti; na primjer žičani instrumenti koji se sviraju s gudalom mogu proizvesti vibracijske tonove) i u kojoj kontinuirano izmjenjuju više i niže tonove dajući pri tomu blagi osjećaj podrhtavanja. Tehnika vibriranja upotrebljava se u neprekidnom tonu. Vibracija se razvija kroz opsežne vokalne vježbe, kroz demonstraciju u vokalnom programu učenja.
Vibracija daje bogatstvo tonovima. Brze vibracije moguće je izvoditi bez "oštećenja" nota kako se frekvencija nota povećava. Spore vibracije izvode se u niskim frekvencijama, kako bi se u potpunosti propagirale prije mijenjanja frekvencije.
Vibracija je rezultat pravilne podrške disanja. Neki pjevači koristili su vibraciju kao sredstvo izražavanja. Mnogi uspješni glazbenici izgradili su svoje karijere na dubokoj, bogatoj vibracijskoj sposobnosti. Pop i R&B diva Whitney Houston i soul legenda Patti LaBelle često koriste tehniku vibracije u svojim izvedbama kao način izražavanja emocija.

## Vokalna glazba
Vokalna glazba je glazba koju izvodi jedan ili više pjevača, s instrumentalnom pratnjom ili bez nje, u kojoj se pjevanjem stavlja težište na izvedbu. Glazba koja koristi pjevanje, ali ne u vidljivom značaju, općenito se smatra instrumentalnom glazbom. Vokalnu glazbu karakterizira pjevanje riječi koje se obično nazivaju lirikom, iako ima primjera gdje se pjevanje izvodi pomoću šumova, ponekad kao glazbena onomatopeja. Glazbena tema s tekstom (lirikom), naziva se skladbom.
Vokalna glazba je vjerojatno najstariji oblik glazbe, jer ne zahtijeva ni jedan instrument osim ljudskog glasa. Sve glazbene kulture imaju neki oblik vokalne glazbe, a diljem svijeta postoje duge tradicije pjevanja.

### Žanrovi vokalne glazbe
Vokalna se glazba piše u mnogo različitih oblika i stilova koji su često obilježeni unutar određenog glazbenog žanra. Ti žanrovi uključuju: umjetničku glazbu, popularnu glazbu, tradicionalnu glazbu, regionalnu i nacionalnu glazbu i mješavine tih žanrova. Unutar tih većih žanrova mnogi su podžanrovi. Na primjer, popularna glazba bi obuhvatila blues, jazz, country glazba, jednostavno slušanje, hip hop, rock glazba i nekoliko drugih žanrova. Također je moguće postojanje podžanra u podžanrovima kao što je vokalno pjevanje ili pjevanje u jazzu.

### Prvi i pozadinski vokali
U mnogim suvremenim glazbenim skupinama, prvi pjevač izvodi primarni vokal ili melodiju u skladbi, dok prateći pjevač pjeva pozadinske vokale ili harmoniju u skladbi. Prateći vokali obično ne izvode cijelu pjesmu nego samo neke njezine dijelove, često samo pripjev u pjesmi ili pjevušenje u pozadini. Iznimka je gospel glazba, u kojoj jednu pjesmu pjeva najmanje pet izvođača.

## Načini pjevanja
- A cappella, način pjevanja bez pratnje glazbala,
- Sotto voce (izg. šȍto vôče) glazb. način pjevanja piano i pianissimo, "ispod glasa" za razliku od "u glas", ob. forte i bez dinamike.

## Zdravstveni učinci pjevanja
Smatra se da pjevanje ima pozitivne učinke na zdravlje ljudi. Preliminarna studija temeljena na prikupljenim podacima iz ankete studenata, koji sudjeluju u zborskom pjevanju, nalaze zamjetnu fizičku korist, uključujući povećan kapacitet pluća, poboljšano raspoloženje, smanjenje stresa, kao i uočenu društvenu i duhovnu korist. Međutim, jedna od puno starijih studija o kapacitetu pluća, nije uspjela usporedbom profesionalnih vokalnih pluća s ostalim plućima ustvrditi povećanje kapaciteta pluća.
Pjevanje može pozitivno utjecati na imunološki sustav smanjenjem stresa. Jedna studija objašnjava da pjevanje smanjuje razinu hormona stresa i pojačava imunološku funkciju.

## Vanjske poveznice

### Sestrinski projekti
|  | Zajednički poslužitelj ima još gradiva o temi pjevanje |

### Mrežna sjedišta
- Enciklopedija LZMK (tražilica): pjevanje
- LZMK / Hrvatski obiteljski leksikon: pjevanje
- LZMK / Istarska enciklopedija: klapsko pjevanje
- Kratka povijest pjevanja (engl.)
- Vokalne vježbe  Arhivirana inačica izvorne stranice od 4. listopada 2011. (Wayback Machine) (engl.)
- Metodika pjevanja